# Protracheoniscus alabaschensis
Protracheoniscus alabaschensis là một loài chân đều trong họ Trachelipodidae. Loài này được Borutzkii miêu tả khoa học năm 1959.